# 田形皇女
田形皇女（たかたのひめみこ）は、天武天皇の皇女、母は夫人（おほとじ）大蕤娘（蘇我赤兄女）。同母兄姉に穂積皇子と紀皇女がいる。伊勢斎宮。
慶雲3年（706年）8月29日、当の斎宮泉皇女に替わる次の斎宮に卜定された。伊勢への群行や退下の時期は明らかではないが、平城京に帰ったのは慶雲4年（707年）6月15日の文武天皇の崩御後とみられる。その後正四位上六人部王（身人部王）と結婚して笠縫女王を産んだ。神亀元年（724年）2月6日に二品に叙せられる。同5年（728年）3月5日に薨じた。
田形皇女自身の歌は伝わらないが、夫（巻一 68）と娘（巻八 1611）の歌がそれぞれ1首『万葉集』に採録されている。